# Río Puduari
El río Puduari (en portugués: Rio Puduari) es un río en el estado de Amazonas, Brasil. Es un afluente del río Negro.

## Curso
El río discurre en dirección noreste para unirse a la margen derecha del Río Negro al norte de la localidad de Novo Airão. Forma el límite entre la Sección Norte del Parque Estatal Río Negro en su margen izquierda (noroeste) y el Área de Protección Ambiental Margen Derecha de Río Negro a lo largo de su margen derecha (sureste). El bosque de tierra firme de la cuenca del río presenta abundantes palmas Manicaria saccifera.

## Fauna
El río presenta un caudal de aguas oscuras, al igual que los afluentes cercanos del Río Negro, como los ríos Unini, Jaú y Carabinani, y alberga una fauna y flora similar a la de dichos ríos. En el río se han identificado cuarenta especies de peces, mientras que en los arroyos que fluyen desde el parque estatal se han encontrado treinta especies diferentes. Las especies más comunes en el río son Auchenipterichthys longimanus, Ageneiosus especie, Bryconops especie, Cyphocharax abramoides, Serrasalmus gouldingi y Hemiodus goeldi, mientras que las especies más comunes en los arroyos son Bryconops especie, Hemigrammus pretoensis, Pyrrhulina brevis, Copella nigrofasciata, Microcharacidium eleotrioides y Poeciloharax weitzmani.